# Roemeens voetbalkampioenschap 1920/21
In 1920/21 werd het negende kampioenschap in Roemenië georganiseerd. Wegens tijdgebrek konden niet alle wedstrijden gespeeld worden. Venus Boekarest werd kampioen verklaard, hoewel het vijf punten minder telde dan Tricolor, dat wel drie wedstrijden meer gespeeld had.

## Eindstand
| Plaats | Team                      | Wed. | W | G | V | Doelpunten | Verschil | Ptn |
| ------ | ------------------------- | ---- | - | - | - | ---------- | -------- | --- |
| 1      | Tricolor Boekarest        | 9    | 7 | 0 | 2 |            |          | 14  |
| 2      | Venus Boekarest           | 6    | 4 | 1 | 1 |            |          | 9   |
| 3      | Prahova Ploiești          | 5    | 3 | 0 | 2 |            |          | 6   |
| 4      | Colțea Boekarest          | 10   | 2 | 1 | 7 |            |          | 5   |
| 5      | Excelsior Boekarest       | 8    | 1 | 0 | 7 |            |          | 2   |
| 6      | Educația Fizică Boekarest | 8    | 1 | 0 | 7 |            |          | 2   |
| 7      | Oltenia Craiova           |      |   |   |   |            |          |     |

Oltenia Craiova werd uitgesloten omdat het voor de meeste wedstrijden niet kwam opdagen.